# Minucia fuscoirrorata
Minucia fuscoirrorata là một loài bướm đêm trong họ Erebidae.